# Scymnus consobrinus
Scymnus consobrinus är en skalbaggsart som beskrevs av Leconte 1852. Scymnus consobrinus ingår i släktet Scymnus och familjen nyckelpigor. Inga underarter finns listade i Catalogue of Life.